# Herb Piątku
Herb Piątku – jeden z symboli miasta i gminy Piątek, autorstwa Marka Adamczewskiego, ustanowiony 30 grudnia 2002.

## Wygląd i symbolika
Herb przedstawia na tarczy błękitnym krzyż łaciński złoty (żółty), osadzony na belce tego samego koloru. Po obu stronach krzyża lilie srebrne z pierścieniem złotym i taka sama jedna pod belką.
Jest to klasyczny przykład herbów nadawanych przez arcybiskupów gnieźnieńskich miastom leżącym w ich dobrach. Trzy lilie pochodzą z herbu arcybiskupstwa (w polu błękitnym trzy lilie srebrne dwie nad jedną). Krzyż w różnych wariantach można odnaleźć w herbach innych miast arcybiskupich jak Skierniewice czy Uniejów.